# Dendrotion thylogale
Dendrotion thylogale är en kräftdjursart som beskrevs av Cohen 1998. Dendrotion thylogale ingår i släktet Dendrotion och familjen Dendrotionidae. Inga underarter finns listade i Catalogue of Life.